# ريتشارد أ. هاتشينسون
ريتشارد أ. هاتشينسون هو سياسي أمريكي، ولد في 14 فبراير 1853، وتوفي في 19 يوليو 1921 في سبوكين في الولايات المتحدة. نشط حزبياً في الحزب الجمهوري. وقد انتخب عضو مجلس نواب واشنطن ‏.